# Le Poète chevauchant Pégase
Le Poète chevauchant Pégase est une sculpture équestre d'un personnage sur le cheval mythique Pégase réalisée par le sculpteur Alexandre Falguière. Fondue en 1896, elle a été érigée en 1897.
L'œuvre est située sur le square de l'Opéra-Louis-Jouvet dans le 9e arrondissement de Paris.
Son origine remonte à un concours secret entre Alexandre Falguière et Louis-Ernest Barrias pour le monument à Victor Hugo en 1890. Barrias gagne celui-ci mais Falguière tire de son projet un groupe équestre : « Apollon sur Pégase ». Le « Poète » serait donc Apollon. En 1896, la ville de Paris la commande pour le square Baudreau (futur square de l'Opéra-Louis-Jouvet).

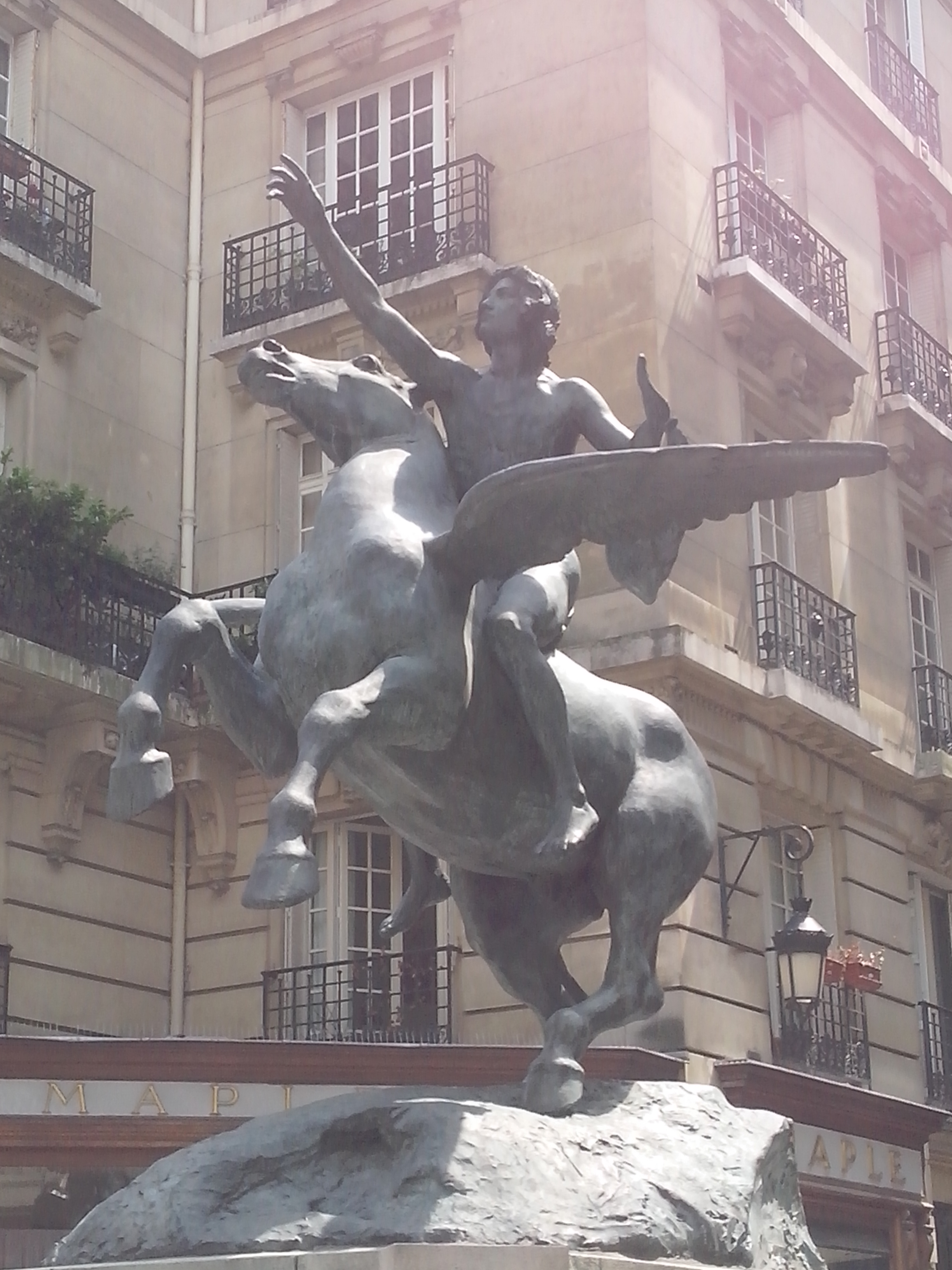
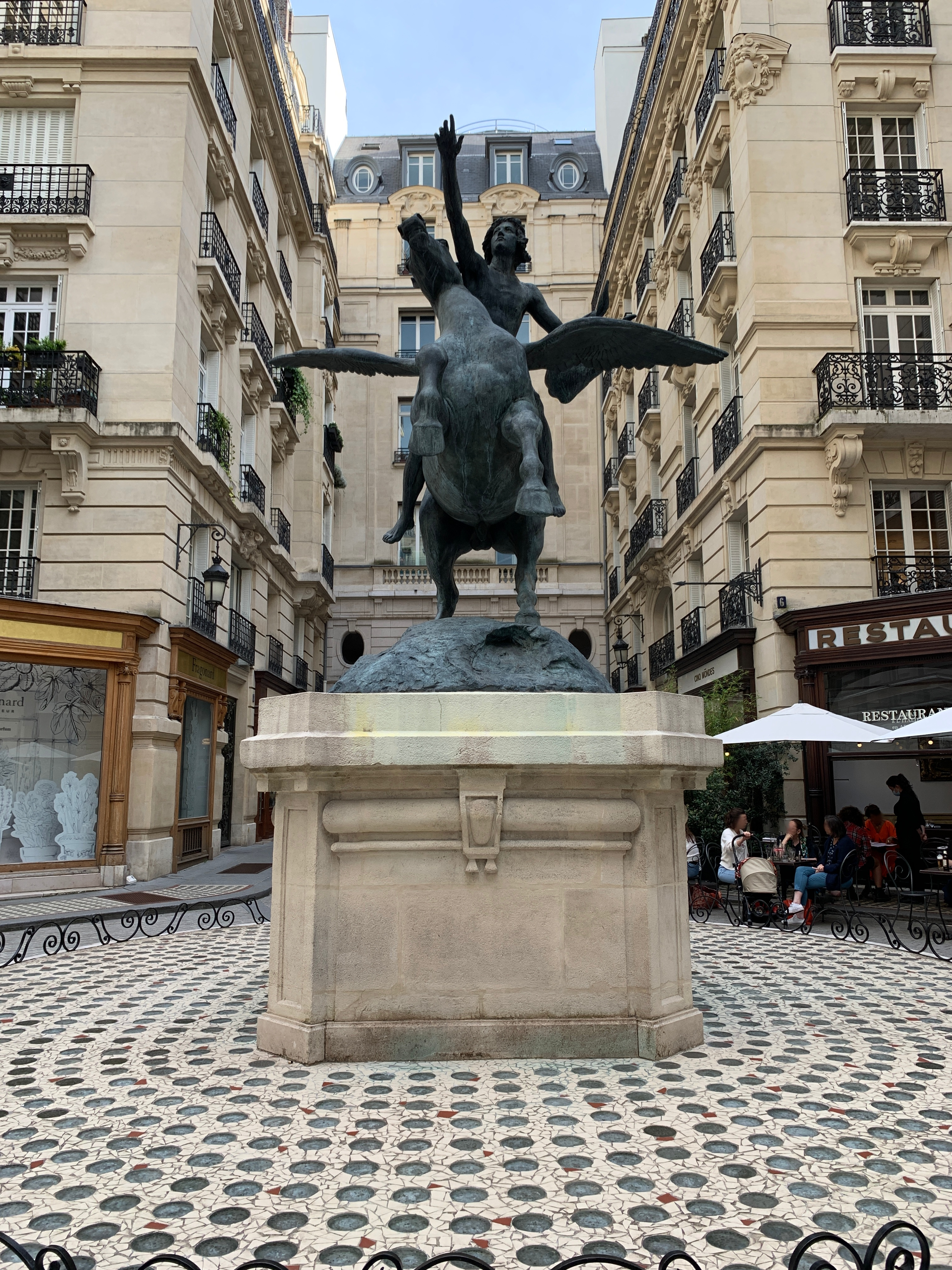
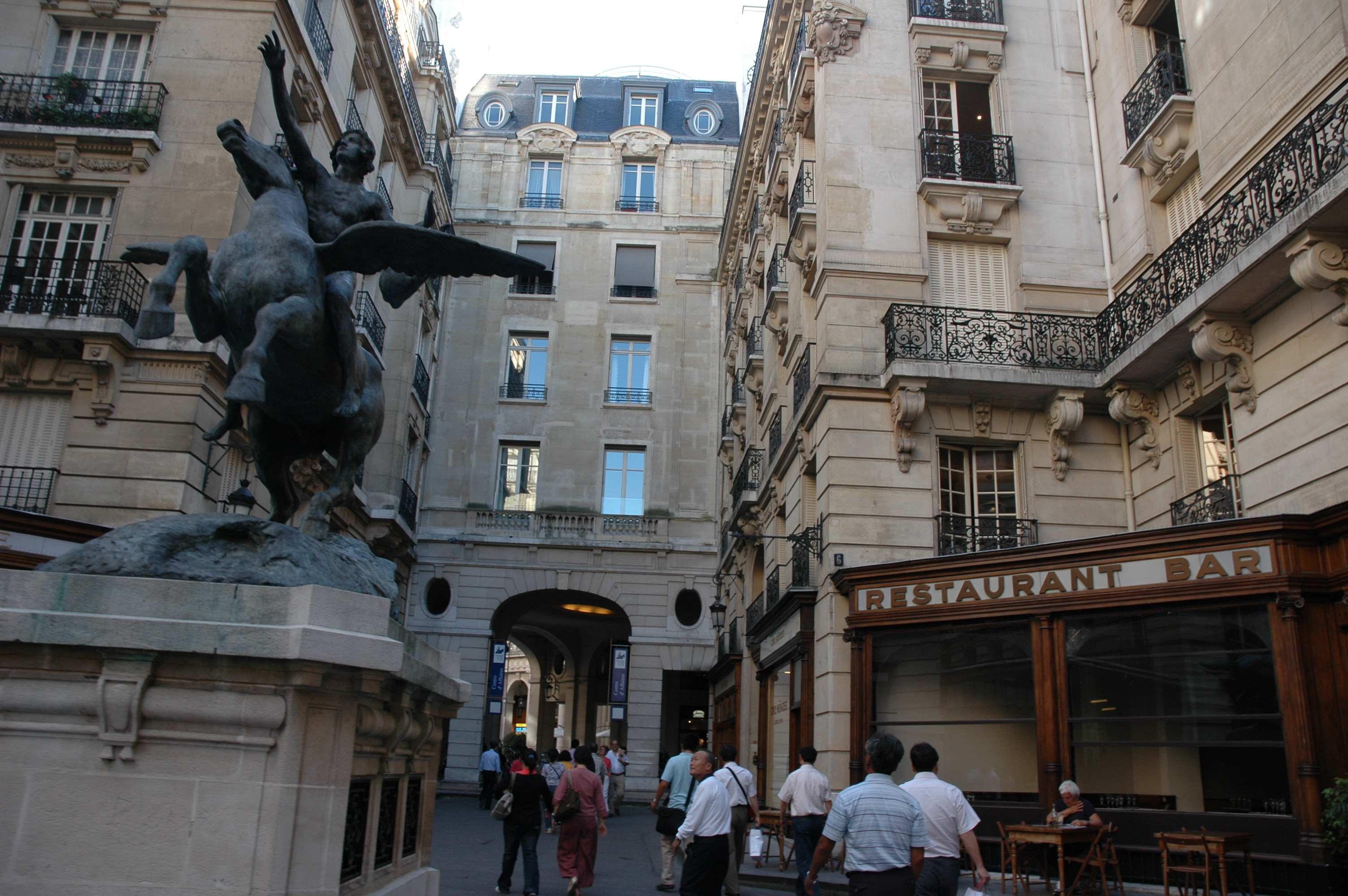